# Max Planck
Max Karl Ernst Ludwig Planck (ur. 23 kwietnia 1858 w Kilonii, zm. 4 października 1947 w Getyndze) – niemiecki fizyk, noblista z 1918 roku.
Autor prac z zakresu termodynamiki, promieniowania cieplnego, energii, dyspersji, optyki, teorii względności, a przede wszystkim teorii kwantów. W roku 1900, pracując nad teorią promieniowania emitowanego przez ciało doskonale czarne, zmodyfikował prawo Wiena, wprowadzając do wzoru nową stałą fizyczną, nazwaną potem jego nazwiskiem. Koncepcja, zgodnie z którą energia może być emitowana tylko w określonych porcjach, zwanych kwantami, dała początek mechanice kwantowej.

## Życiorys

### Dzieciństwo i młodość
Planck pochodził z rodziny uczonych. Zarówno jego pradziadek jak i dziadek ze strony ojca byli profesorami teologii w Getyndze, ojciec był profesorem prawa w Kilonii i Monachium, a stryj sędzią, profesorem prawa i jednym z autorów niemieckiego kodeksu cywilnego.
Max Planck był synem Johanna Juliusa Wilhelma Plancka – znanego profesora prawa konstytucyjnego, współtwórcy pruskiego kodeksu cywilnego – i jego drugiej żony, Emmy Patzig. Był szóstym dzieckiem w rodzinie, przy czym dwoje z jego rodzeństwa pochodziło z pierwszego małżeństwa ojca.
W 1867 rodzina przeprowadziła się do Monachium, a Planck został zapisany do tamtejszego elitarnego Königliches Maximiliansgymnasium, gdzie trafił pod opiekę Hermanna Müllera, który poprzez lekcje matematyki, mechaniki oraz astronomii inspirował swojego ucznia. Od niego pierwszego Planck nauczył się zasady zachowania energii. Planck ukończył szkołę średnią już w wieku szesnastu lat.

### Edukacja i wczesna kariera uniwersytecka
Planck był również utalentowanym muzykiem. Brał lekcje śpiewu, grał na fortepianie, organach, wiolonczeli, komponował pieśni i opery. Za kierunek studiów jednak zamiast muzyki obrał fizykę.
Monachijski profesor fizyki Philipp von Jolly odradzał mu to, twierdząc, że jest to dziedzina, w której prawie wszystko już odkryto i do wypełnienia pozostało jedynie kilka luk. Planck odparł, że nie pragnie odkrywać nowych rzeczy, ale jedynie zrozumieć podstawy tego, co już zostało opisane i w roku 1874 podjął studia na Uniwersytecie Monachijskim. Pod kierownictwem von Jollego Planck przeprowadził jedyne eksperymenty w całej swojej naukowej karierze, badając dyfuzję wodoru przez rozgrzaną platynę. Szybko przeszedł jednak do fizyki teoretycznej.
W roku 1877 wyjechał do Berlina, gdzie przez rok studiował u sławnych fizyków – Hermana von Helmholtza i Gustawa Kirchhoffa – a także u matematyka Karla Weierstraßa. Planck zaprzyjaźnił się z Helmholtzem. W tym samym czasie powziął też zamiar samodzielnego studiowania prac Clausiusa, co zaowocowało wyborem nauki o cieple jako specjalności.
W październiku 1878 Planck zdał egzamin państwowy nauczycielski, a w lutym 1879 obronił doktorat (Über den zweiten Hauptsatz der mechanischen Wärmetheorie). Potem krótko uczył matematyki i fizyki w swym dawnym gimnazjum w Monachium.
W czerwcu 1880, w wieku 22 lat, przeprowadził przewód habilitacyjny (Gleichgewichtszustände isotroper Körper in verschiedenen Temperaturen). Kolejnych pięć lat spędził na Uniwersytecie Monachijskim jako privatdozent, utrzymując się z publikacji naukowych. W 1885 został powołany na stanowisko profesora nadzwyczajnego w katedrze fizyki teoretycznej Uniwersytetu Kilońskiego. Jego prace z dziedziny termodynamiki i entropii nie wywołały początkowo zainteresowania w świecie naukowym, lecz monografia pt. „Zasada zachowania energii” zyskała w 1887 wyróżnienie na Uniwersytecie Jerzego Augusta w Getyndze. Rok później Planck został powołany na Uniwersytet Berliński, gdzie w 1892 awansowano go na profesora zwyczajnego. W tym czasie jego pozycja naukowa była już ugruntowana, co znalazło wyraz w wybraniu go w 1894 do Pruskiej Akademii Nauk. W Berlinie został także jednym z członków Niemieckiego Towarzystwa Fizycznego i prowadził wykłady z zakresu fizyki teoretycznej.
Max Planck był promotorem kilku późniejszych sław z dziedziny fizyki, w tym dwóch laureatów Nagrody Nobla (Maxa von Lauego i Walthera Bothego). Jako jeden z pierwszych docenił teorię względności Einsteina i będąc rektorem Uniwersytetu Berlińskiego sprowadził go na tę uczelnię w marcu 1914. 

### Lata I wojny światowej i Republiki Weimarskiej
4 października 1914 podpisał wraz z 92 innymi przedstawicielami niemieckiej nauki i sztuki tzw. Manifest do cywilizowanego świata, broniąc „honoru Niemiec” przed oskarżeniami o wywołanie I wojny światowej, o militaryzm i zbrodnie wojenne. Po zakończeniu wojny twierdził, że nie przeczytał podpisywanego tekstu, ale nigdy nie odwołał swojego udziału w tej akcji propagandowej.
W 1918 r. został laureatem Nagrody Nobla. Od lat 20. XX w. Planck uchodził za największy autorytet w dziedzinie fizyki w Niemczech i piastował wiele czołowych stanowisk w towarzystwach naukowych swego kraju (między innymi w Towarzystwie Cesarza Wilhelma (KWG), przemianowanym po wojnie na Towarzystwo Maxa Plancka).
W 1922 zorganizował specjalną sesję poświęconą teorii względności podczas obchodów 100. rocznicy założenia Towarzystwa Niemieckich Przyrodników i Lekarzy, z której Einstein jako główny prelegent wycofał się pod wpływem gróźb przeciw jego życiu.
W 1926 przeszedł oficjalnie na emeryturę, ale pozostał czynnym naukowcem prowadzącym serie wykładów w kraju i za granicą, także po objęciu władzy przez Adolfa Hitlera w 1933.
W latach 1930–1936 był przewodniczącym Towarzystwa Cesarza Wilhelma.

### Okres III Rzeszy
Po wprowadzeniu w kwietniu 1933 antysemickiego Prawa o przywróceniu zawodowej służby cywilnej uzyskał osobiście od kanclerza Hitlera zapewnienie, że nie powtórzą się kolejne tego typu środki, które mogłyby zagrozić rozwojowi nauki. W maju 1933 jako stały sekretarz Pruskiej Akademii Nauk w odpowiedzi na rezygnację Einsteina z członkostwa, połączoną z krytyką nowego rządu nazistowskiego, podkreślił przełomowość dorobku naukowego Einsteina i zarazem potępił jego wystąpienie polityczne, stwierdzając, że wyklucza ono jego ponowną przynależność do akademii.
Na przełomie 1933/1934 wraz z Friedrichem Paschenem nominował Johannesa Starka, który zastąpił Paschena na stanowisku prezesa Instytutu Fizyczno-Technicznego Rzeszy (Physikalisch-Technische Reichsanstalt), do członkostwa w Pruskiej Akademii Nauk, ale kandydatura ta upadła wobec sprzeciwu Maxa von Lauego.
W styczniu 1935 interweniował u ministra nauki, wychowania i oświaty Rzeszy Bernharda Rusta w obronie zaplanowanej przez KWG uroczystości ku pamięci chemika Fritza Habera, który zmarł na emigracji po wydaleniu go za odmowę zwolnienia żydowskich pracowników Instytutu Chemii Fizycznej KWG. Uroczystość, która była jedynym publicznym protestem środowiska naukowego w III Rzeszy, odbyła się ostatecznie w okrojonym kształcie bez udziału profesorów uniwersyteckich.
Po wejściu w życie ustaw norymberskich jesienią 1935 Planck przekonał Fundację Rockefellera do utrzymania wsparcia finansowego dla budowy Instytutu Fizyki im. cesarza Wilhelma w Berlinie. Jednocześnie za cenę podporządkowania się nowym prawom III Rzeszy uzyskał od jej rządu przy pośrednictwie kół przemysłowych i bankowych obietnicę pokrycia przyszłych kosztów działalności instytutu. 
29 maja 1937 ustąpił z funkcji przewodniczącego KWG na rzecz Carla Boscha, prezesa IG Farben, w związku z dążeniem KWG do wzmocnienia własnej pozycji wobec państwa poprzez zacieśnienie związków z niemieckim przemysłem. Swoją decyzję w tej sprawie ogłosił już na początku 1936.
Na przełomie listopada i grudnia 1942 przebywał wraz z Wernerem Heisenbergiem i Carlem Friedrichem von Weizsäckerem w Budapeszcie, gdzie w ramach niemieckiej dyplomacji naukowej wygłosił 1 grudnia odczyt na temat empiryzmu i zakresu nauk ścisłych w Niemieckim Instytucie Kulturalnym w obecności prezesa Węgierskiej Akademii Nauk, arcyksięcia Józefa Augusta Habsburga.
Jesienią 1943 dorobek Plancka w zakresie teorii został przywołany przez Heisenberga jako argument za rehabilitacją fizyki teoretycznej, wcześniej uznawanej przez ruch Deutsche Physik za „żydowską” i kojarzonej z Einsteinem. W artykule opublikowanym przy wsparciu Heinricha Himmlera Heisenberg przekonywał, że szczególna teoria względności (w odróżnieniu od ogólnej) zostałaby sformułowana także bez udziału Einsteina.

### Po zakończeniu II wojny światowej
We wrześniu 1946 Planck wyraził w telegramie przesłanym do zgromadzenia założycielskiego z udziałem naukowców zwolnionych z Farm Hall zgodę na nadanie jego imienia Towarzystwu Cesarza Wilhelma i Instytutowi Fizyki im. cesarza Wilhelma, które brytyjskie władze okupacyjne zdecydowały się odtworzyć w Bad Driburg, wbrew stanowisku Stanów Zjednoczonych i uchwale Sojuszniczej Rady Kontroli Niemiec. Już po śmierci Plancka, w lutym 1948, Towarzystwo i Instytut Fizyki objęły zasięgiem także amerykańską strefę okupacyjną po ich zainstalowaniu w domu koleżeńskim (Kameradschaftshaus) na terenie Instytutu Badań Aerodynamicznych KWG w Getyndze.

## Wyróżnienia

### Członkostwa
- 1894: Pruska Akademia Nauk (późniejsza Berlińsko-Brandenburska Akademia Nauk),
- 1926: zagraniczny członek Royal Society,
- 1926: zagraniczny członek Królewskiej Holenderskiej Akademii Sztuk i Nauk[20],
- 1933: zagraniczny członek American Philosophical Society,
- 1937: zagraniczny członek Royal Society of Edinburgh.

### Inne zaszczyty
- 1915: Pour le Mérite za Naukę i Sztukę[21],
- 1918: Nagroda Nobla w dziedzinie fizyki,
- 1927: Medal Lorentza,
- 1929. Medal Copleya (ang. Copley Medal),
- 1929: Medal Maxa Plancka, razem z Albertem Einsteinem.

Na jego cześć nazwano:
- planetoidę Planckia,
- krater księżycowy Planck.

Jego wizerunek znajdował się na będących w obiegu w RFN monetach o nominale 2 marek bitych w latach 1957-1971.